# Walter Van Beirendonck
Walter Van Beirendonck (n. 1957) es un diseñador de moda belga. Pertenece al grupo de diseñadores de moda flamencos “Los Seis de Amberes”. Como los otros miembros de este grupo, acabó sus estudios en 1981, en La Academia Real de Amberes, departamento “Fashion Design”. Desde 1982 diseña sus propias colecciones que llevan todas un nombre específico, por ejemplo la colección “Cloudy Stars”. Desde 1983 es docente en La Academia Real de Amberes. Durante la feria de moda “British Designer Show”, que constituyó el punto de salida de su carrera ganó en popularidad. En 1997 diseñó los trajes para la gira de la banda musical “U2”.  En 1998 fundó su tienda “Walter” en Amberes, junto con su pareja Dirk Van Saene, otro miembro de “Los Seis de Amberes”.

## Estilo
Las colecciones de Walter Van Beirendonck están inspiradas en las artes plásticas y en la naturaleza. Además, sus colecciones contienen influencias étnicas. Otra característica típica de sus diseños son los colores vivos y la extravagancia.
1982 presenta su primera colección

1983 docente en La Academia Real de Amberes

1997 diseña los trajes para la gira de U2

1998 funda su tienda “Walter”

2006 director artístico para “Scapa Sports” y jefe del departamento “Fashion Design” en La Academia Real de Amberes